# Jean Geiser
Jean Théophile Geiser (La Chaux-de-Fonds, 7 april 1848 - Algiers, 7 september 1923) was een Zwitsers fotograaf die actief was in Frans-Algerije, Marokko en het Frans protectoraat van Tunesië.

## Biografie
Jean Geiser werd geboren in Zwitserland maar was professioneel actief in Noord-Afrika. Hij was in Algiers, in Frans-Algerije, als fotograaf aan de slag bij Alary et Geiser, dat later Geiser Frères zou gaan heten toen hij samen met zijn broer James Geiser in de zaak actief was. In 1868 nam hij als enige de leiding op zich. Vanaf 1897 begon hij ook postkaarten en geïllustreerde boeken uit te geven.

## Galerij

Foto's van Jean Geiser
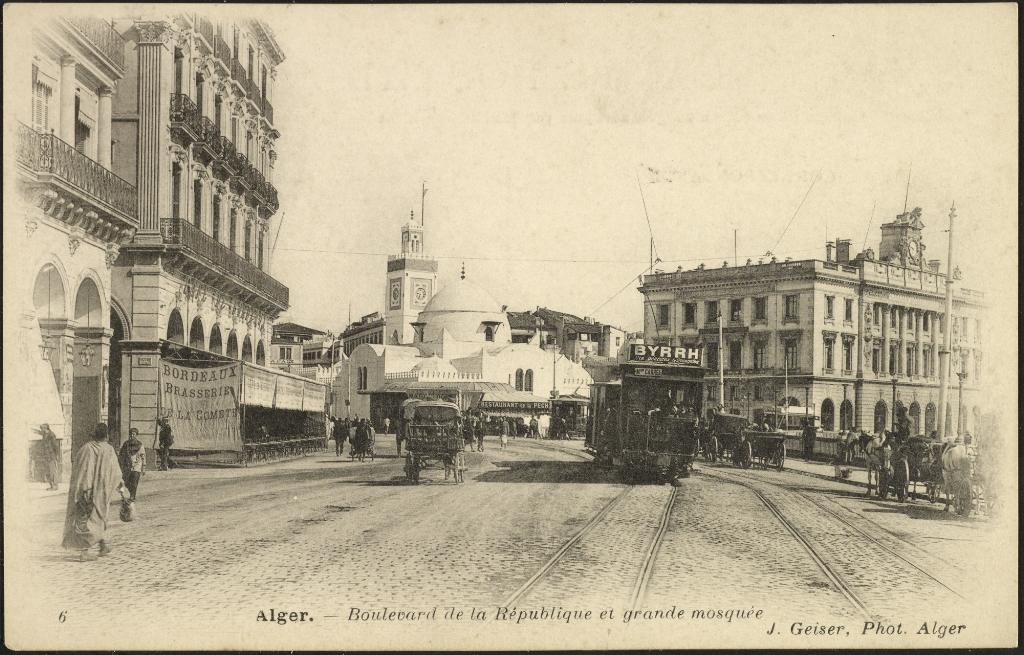
Postkaart van Geiser met straatbeeld van Algiers.
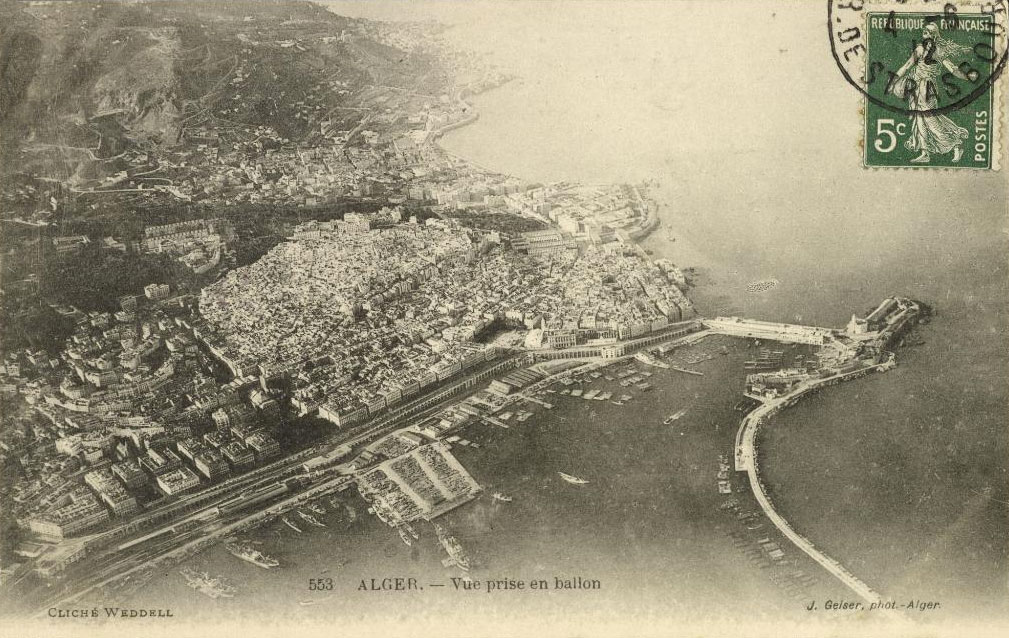
Postkaart van Geiser met zicht op Algiers.
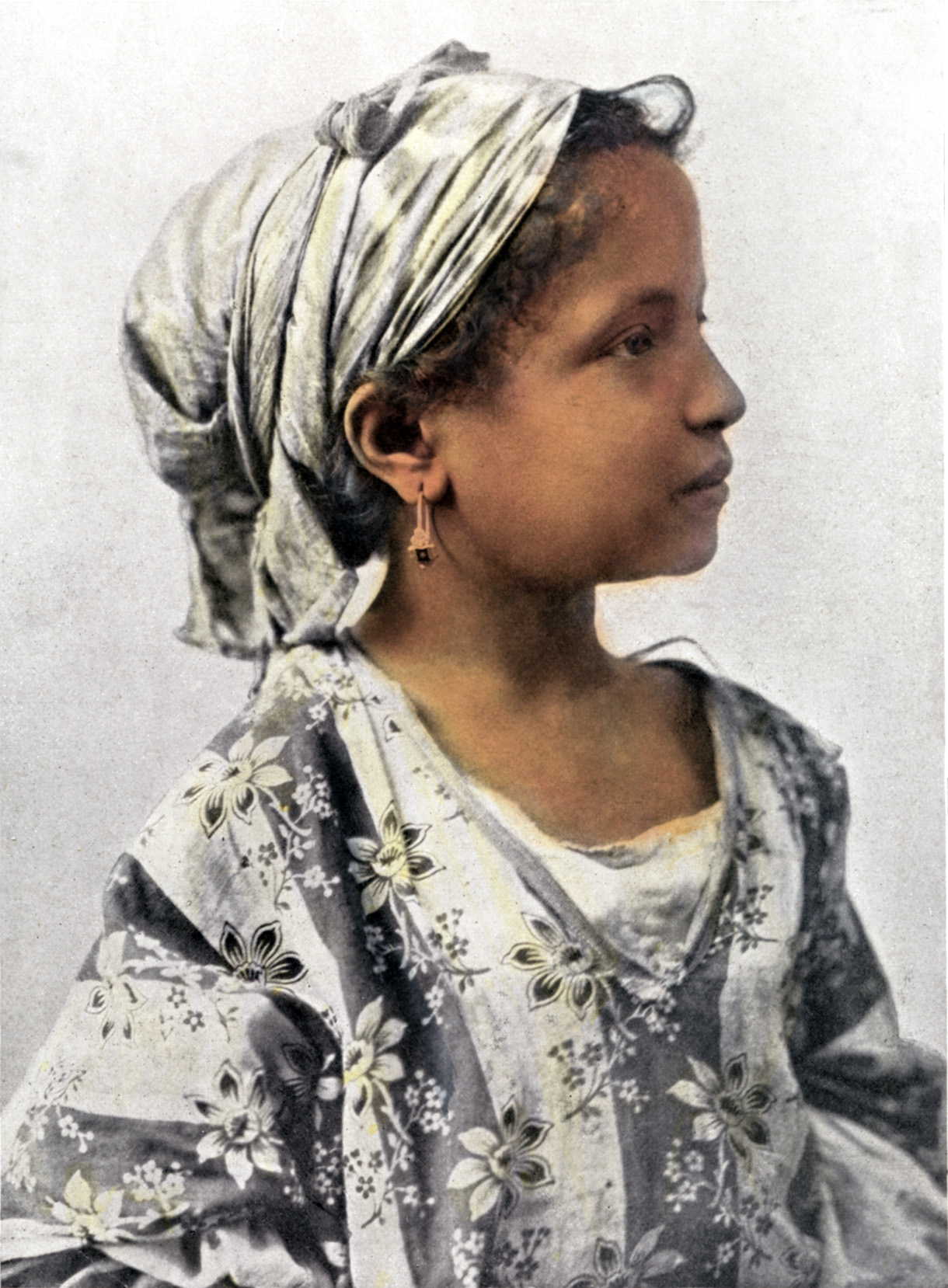
Lokale inwoner
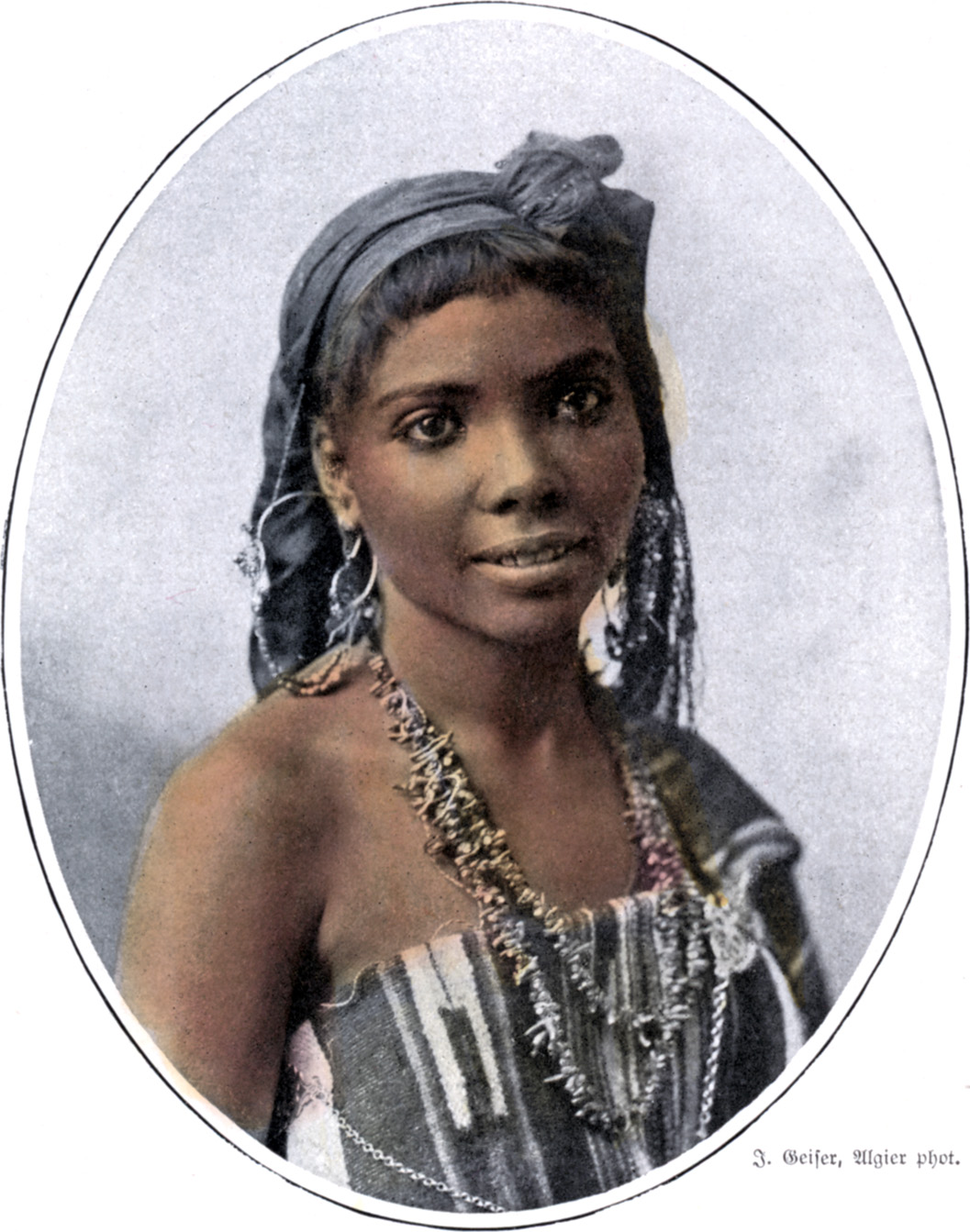
Lokale inwoner